# Leon Kazimierski
Leon Kazimierski (ur. 25 lipca 1909 w Kolonii Starogrodzkiej w powiecie mińskim, zm. w kwietniu 1940 w Katyniu) – polski bokser reprezentujący barwy Varsovii oraz Polonii Warszawa, technik drogowo-budowlany, podporucznik piechoty rezerwy Wojska Polskiego, ofiara zbrodni katyńskiej.

## Życiorys
Był synem Bolesława i Zofii z Sobkowiczów. Przeszkolenie wojskowe odbył w Szkole Podchorążych Rezerwy Piechoty w Zambrowie. W 1935 został mianowany na stopień podporucznika ze starszeństwem z 1 stycznia 1934 i 748. lokatą w korpusie oficerów rezerwy piechoty. 
Był zawodnikiem Polonii Warszawa, uchodził za jednego z czołowych warszawskich bokserów okresu przedwojennego. W 1928 na V Indywidualnych Mistrzostwach Polski w Boksie w Warszawa, zajął trzecie miejsce w wadze muszej. W 1930 r., był już wicemistrzem Polski w tej wadze, wywalczając tytuł na VII Mistrzostwach Polski w Boksie w Poznaniu. Trzykrotny reprezentant Polski.
Po kampanii wrześniowej znalazł się w niewoli radzieckiej. Zamordowany przez NKWD w ramach zbrodni katyńskiej.
5 października 2007 minister obrony narodowej Aleksander Szczygło mianował go pośmiertnie na stopień porucznika. Awans został ogłoszony 9 listopada 2007, w Warszawie, w trakcie uroczystości „Katyń Pamiętamy – Uczcijmy Pamięć Bohaterów”.